# Pythagoras (kráter)

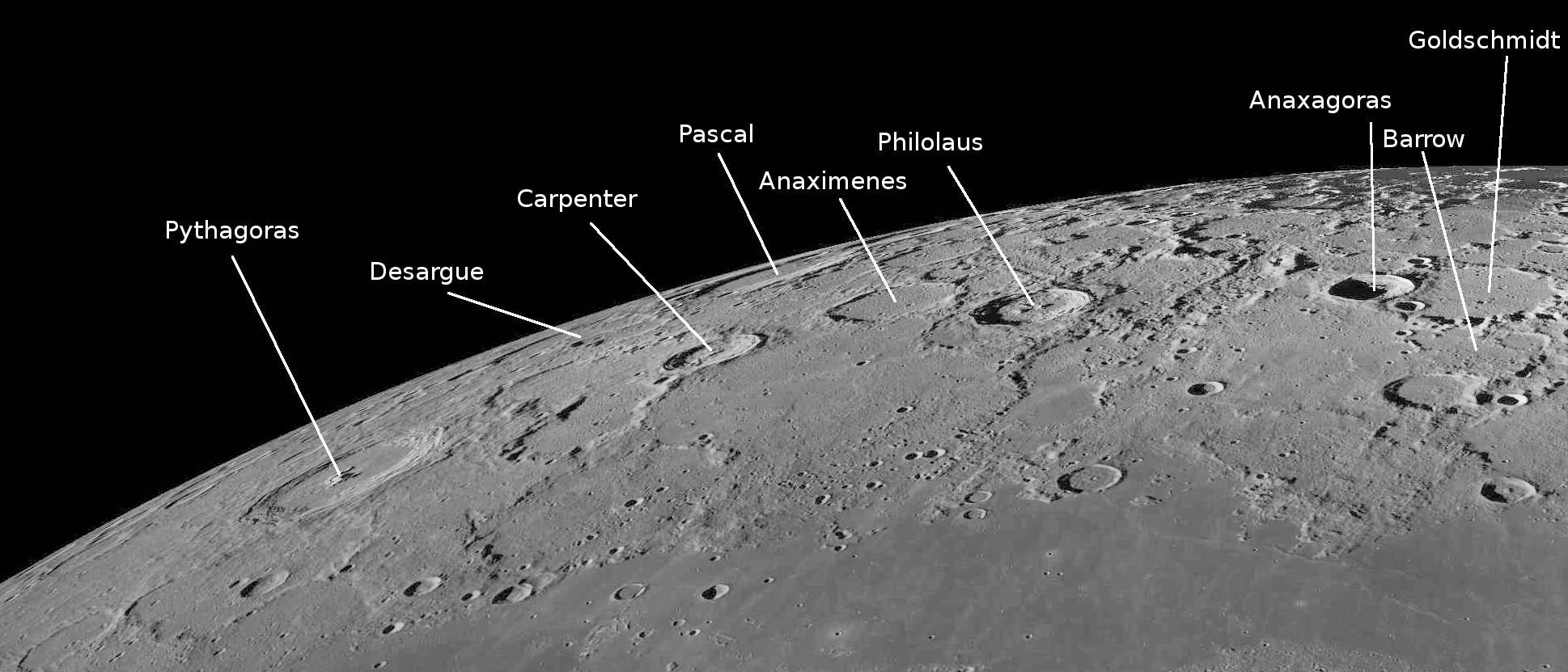
Poloha kráteru Pythagoras.

Pythagoras je výrazný impaktní kráter nacházející se u severozápadního okraje přivrácené strany Měsíce. Ze Země je tedy pozorovatelný zkresleně. Je to významná dominanta této oblasti, vyniká vysokými terasovitými okrajovými valy a skupinkou středových hor.
Má průměr 130 km, jižně leží kráter Oenopides a jihovýchodně pak stará rozlehlá valová rovina Babbage.

## Název
Pojmenován byl na počest řeckého matematika, astronoma a filosofa Pythagora.

## Satelitní krátery
V okolí kráteru se nachází několik dalších kráterů. Ty byly označeny podle zavedených zvyklostí jménem hlavního kráteru a velkým písmenem abecedy.
| Pythagoras | Sel. šířka | Sel. délka | Průměr |
| ---------- | ---------- | ---------- | ------ |
| B          | 66.1° S    | 73.0° Z    | 17 km  |
| D          | 64.5° S    | 72.0° Z    | 30 km  |
| G          | 67.8° S    | 75.3° Z    | 16 km  |
| H          | 67.1° S    | 73.3° Z    | 18 km  |
| K          | 67.3° S    | 75.4° Z    | 12 km  |
| L          | 67.3° S    | 77.6° Z    | 12 km  |
| M          | 67.5° S    | 81.1° Z    | 10 km  |
| N          | 66.6° S    | 78.1° Z    | 14 km  |
| P          | 65.3° S    | 75.2° Z    | 10 km  |
| S          | 67.7° S    | 64.7° Z    | 8 km   |
| T          | 62.5° S    | 51.4° Z    | 6 km   |
| W          | 63.1° S    | 48.9° Z    | 4 km   |